# Sam Magee

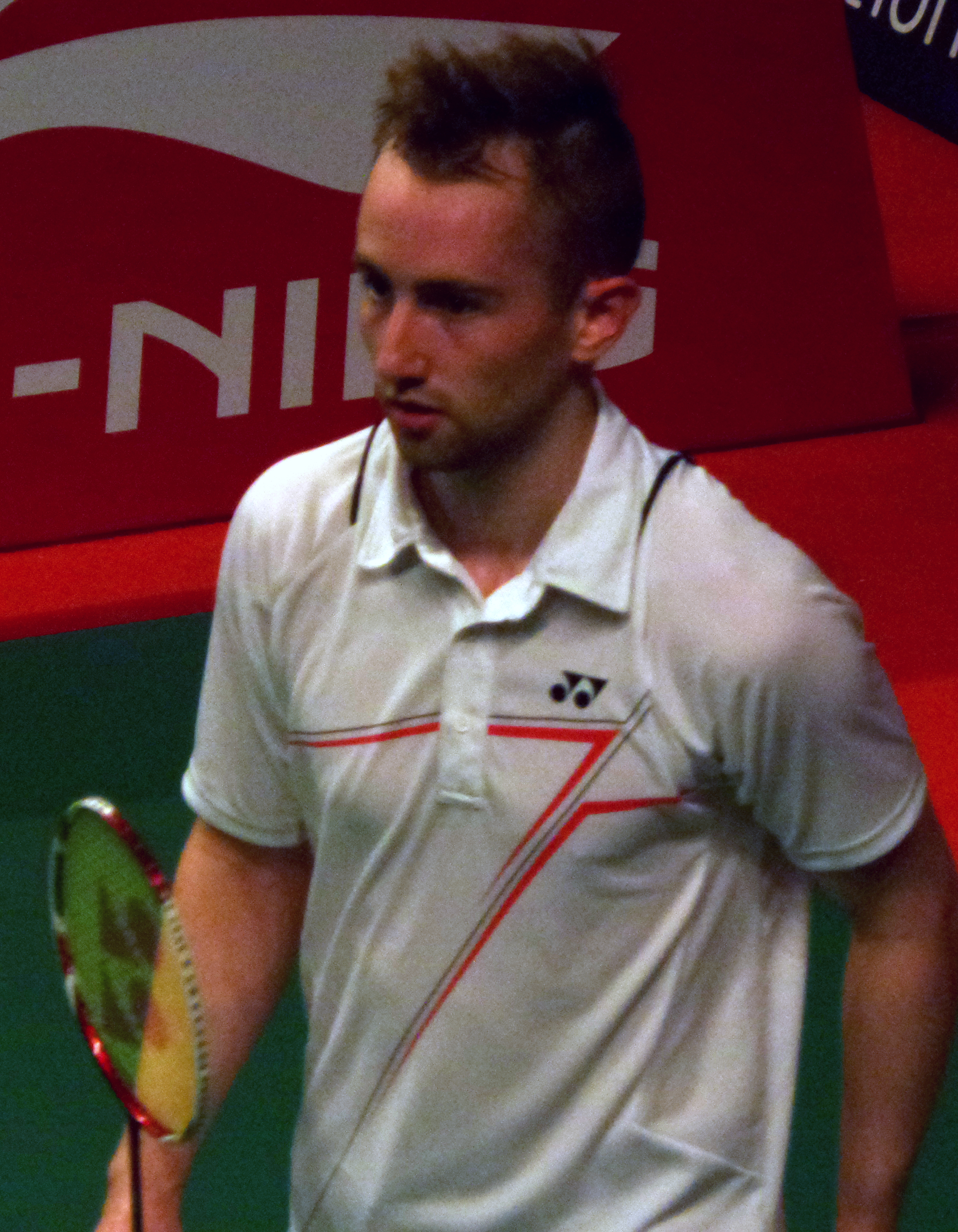
Sam Magee

Sam Magee (* 9. Januar 1991) ist ein irischer Badmintonspieler. Sein Geburtsort ist Donegal, Irland. Seine Schwester Chloe Magee sowie sein Bruder Joshua Magee spielen auch Badminton auf internationalem Niveau.

## Karriere
Sam Magee gewann gerade erst 16-jährig die irische Meisterschaft im Herrendoppel. Danach erprobte er sich international in Schweden und Dänemark. 2009 wurde er Junioren-Europameister.
2008 erreichte er bei den Europameisterschaften in Herning sowohl im Herrendoppel mit Daniel als auch im Mixed mit Chloe die 2. Runde.
2009 erreichte er bei den Welsh International 2009 in den gleichen Paarungen das Halbfinale im Herrendoppel und Mixed.
2010 kam er im Mixed bei den Croatian International mit Chloe ins Halbfinale. Bei den Europameisterschaften kam er im Herrendoppel in die 2. Runde und im Mixed in die 1. Runde. Die Slovenia International sahen ihn mit Tony Stephenson im Herrendoppel im Halbfinale. Bei den Spanish International siegte er im Mixed.
2017 schied er mit Joshua Magee im Herrendoppel sowohl bei den Europameisterschaften in Kolding als auch bei den Weltmeisterschaften in Glasgow in der 1. Runde aus. Im Mixed erreichte er bei den Europameisterschaften das Halbfinale gegen die dänischen Finalisten Christinna Pedersen/Joachim Fischer Nielsen. Nach den gewonnenen Spanish International erreichte er bei den Weltmeisterschaften in Glasgow gegen die späteren Weltmeister Liliyana Natsir/Tontowi Ahmad aus Indonesien die Runde der letzten 16. Bei den Irish Open stand er sowohl im Herrendoppel mit Joshua als auch mit Chloe im Mixed im Finale. In der Saison 2017 wurde er in Deutschland mit der Mannschaft des TV Refrath deutscher Mannschaftsmeister im Badminton.
2018 bei den Weltmeisterschaften in Nanjing kam erreichte er die 2. Runde. Die Irish Open gewann er gegen die englische Paarung Emily Westwood/Harley Towler.
2019 bei den Weltmeisterschaften 2019 in Basel schied er in der 1. Runde aus. Bei den Europaspielen erreichte er das Halbfinale gegen die englischen Finalisten Gabrielle Adcock/Chris Adcock. Bei den White Nights in Gattschina verlor er im Finale gegen Alina Davletova und Rodion Alimow. Sowohl bei den Spanish International als auch bei den Irish Open erreichte er mit seiner Schwester das Halbfinale.
2021 bei den Badminton-Europameisterschaften in Kiew schied er im Mixed zusammen mit Chloe im Viertelfinale gegen die englischen Finalisten Lauren Smith/Marcus Ellis aus.
Im Februar 2022 gab Sam Magee das Ende seiner Karriere als Spieler auf internationalem Level bekannt.

## Sportliche Erfolge
| Saison    | Veranstaltung                     | Disziplin    | Platz | Name                                            |
| --------- | --------------------------------- | ------------ | ----- | ----------------------------------------------- |
| 2007      | Irland: Einzelmeisterschaften     | Herrendoppel | 1     | Sam Magee / Daniel Magee                        |
| 2007/2008 | Schweden: Einzelmeisterschaft U22 | Mixed        | 1     | Sam Magee / Chloe Magee (Wätterstad)            |
| 2007      | Irish Open                        | Mixed        | 3     | Sam Magee / Chloe Magee                         |
| 2007/2008 | Schweden: Einzelmeisterschaft U19 | Herrendoppel | 1     | Alexander Lundberg / Sam Magee (BMK Wätterstad) |
| 2009      | Junioren-Europameisterschaft      | Herrendoppel | 1     | Sylvain Grosjean / Sam Magee                    |
| 2009      | Welsh International 2009          | Mixed        | 3     | Sam Magee / Chloe Magee                         |
| 2009      | Welsh International               | Herrendoppel | 3     | Sam Magee / Daniel Magee                        |
| 2010      | Slovenia International            | Herrendoppel | 3     | Sam Magee / Tony Stephenson                     |
| 2010      | Spanish International             | Mixed        | 1     | Sam Magee / Chloe Magee                         |
| 2010      | Irland: Einzelmeisterschaften     | Mixed        | 1     | Sam Magee / Chloe Magee                         |
| 2010      | Irland: Einzelmeisterschaften     | Herrendoppel | 1     | Sam Magee / Tony Stephenson                     |
| 2011      | Irland: Einzelmeisterschaften     | Herrendoppel | 1     | Sam Magee / Tony Stephenson                     |
| 2011      | Irland: Einzelmeisterschaften     | Mixed        | 1     | Sam Magee / Chloe Magee                         |
| 2013      | Irish International               | Herrendoppel | 1     | Jonathan Dolan / Sam Magee                      |
| 2014      | Greece International              | Mixed        | 1     | Sam Magee / Chloe Magee                         |
| 2015      | Europaspiele 2015                 | Herrendoppel | 3     | Sam Magee / Joshua Magee                        |
| 2015      | Europaspiele 2015                 | Mixed        | 3     | Sam Magee / Chloe Magee                         |
| 2017      | Badminton-Europameisterschaft     | Mixed        | 3     | Sam Magee / Chloe Magee                         |
| 2017      | Irish Open                        | Mixed        | 2     | Sam Magee / Chloe Magee                         |
| 2017      | Irish Open                        | Herrendoppel | 2     | Sam Magee / Joshua Magee                        |
| 2017      | Spanish International             | Mixed        | 1     | Sam Magee / Chloe Magee                         |
| 2018      | Irish Open                        | Mixed        | 1     | Sam Magee / Chloe Magee                         |
| 2019      | Spanish International             | Mixed        | 3     | Sam Magee / Chloe Magee                         |
| 2019      | Europaspiele 2019                 | Mixed        | 3     | Sam Magee / Chloe Magee                         |
| 2019      | White Nights 2019                 | Mixed        | 2     | Sam Magee / Chloe Magee                         |